# Avellino (provincie)
De provincie Avellino is gelegen in de Zuid-Italiaanse regio Campania. Ze grenst in het noorden aan de provincie Benevento, in het oosten aan de provincie Potenza, in het zuiden aan de provincie Salerno en in het westen aan de metropolitane stad Napels. Het westen ligt dicht bij de agglomeratie van Napels en is het dichtstbevolkte deel van de provincie. Hier ligt ook de hoofdstad Avellino. De stad raakte zwaar beschadigd bij de aardbeving die het gebied in 1980 trof. Het grootste gedeelte van de provincie behoort tot de heuvelachtige streek Irpinia. De belangrijkste bezienswaardigheid in de provincie is het Santuario di Montevergine dat op 1270 meter hoogte ligt in de buurt van Mercogliano, ten noordwesten van de hoofdstad. Twee andere interessante plaatsen zijn Avella in het westen met haar Romeinse amfitheater en Sant'Angelo dei Lombardi (nabij Guardia Lombarda).

## Belangrijke plaatsen
- Ariano Irpino (22.906 inw.)
- Solofra (11.814 inw.)